# Kaciaryna Andrejeva
Kaciaryna Andrejeva (bělorusky: Кацярына Андрэева; * 2. listopadu 1993, Minsk, Bělorusko) je běloruská novinářka. Od roku 2017 pracovala pro polský televizní kanál Belsat.
V roce 2020 byla odsouzena ke dvěma letům vězení. V roce 2022 byla odsouzena za vlastizradu na dalších osm let.

## Život
Rodiče Kaciaryny jsou filologové, dědeček a pradědeček byli novináři. Dva a půl roku studovala na Minské státní jazykové univerzitě, pak se přestěhovala do Španělska, kde dva roky učila angličtinu. Od roku 2014 pracovala pro stanici Svobodná Evropa a týdeník Naša Niva. Od roku 2017 je korespondentkou TV Belsat. Téhož roku byla ve městě Orša poprvé zatčena.

### Zatčení 2020
Kaciaryna Andrejeva byla zadržena se svou kolegyní Darjou Čulcovou 15. listopadu 2020 při živém vysílání z akce na památku zavražděného Ramana Bandarenky.
Obžaloba je obvinila z „organizace a řízení masových nepokojů“ a vzniku škody ve výši asi 140 tisíc korun, kterou měly způsobit běloruskému ministerstvu dopravy zastavením 19 vozidel veřejné dopravy. Lidé se ihned složili a „škodu“ uhradili. Soud přesto poslal obě novinářky na dva roky do pracovně-nápravného tábora.
V roce 2020 napsala Andrejeva se svým manželem Iharem Iljašem, rovněž novinářem, knihu Běloruský Donbas, dokumentující zapojení Bělorusů v bojích na východě Ukrajiny. Dne 26. března 2021 ji soud prohlásil za extremistickou. Byl vydán zákaz jejího prodeje, i její vlastnictví je trestné. „Kromě příběhů Bělorusů, kteří bojovali na Donbasu, odkrýváme i roli Lukašenkova režimu v této válce. Zahraniční politika Minsku v letech 2014–2020 stála na mýtu neutrality, který my boříme. Dokazujeme, že navzdory mírové rétorice Lukašenko a jeho tajné služby celý čas zůstávali věrnými spojenci Ruska. A za tuhle nepohodlnou pravdu se nám mstí,“ uvedl Iljaš.
Do května 2021 vystřídala Andrejeva tři věznice. „Nejhorší byla ‚Akrescina‘: ve čtyřmístné cele bylo jedenáct žen, neměly kde spát, neměly matrace, ložní prádlo ani hygienické potřeby, dozorci byli velmi hrubí,“ uvedl Iljaš. Za půl roku se manželé mohli dvakrát krátce vidět přes sklo, dopisy omezuje cenzura.
V roce 2022 byla Kaciaryna Andrejeva odsouzena v utajeném procesu za vlastizradu na dalších osm let.

### Mezinárodní reakce
Kaciaryny Andrejevy i Darji Čulcovy se poté, co byly odsouzeny, veřejně zastal polský prezident Andrzej Duda. Jejich věznění kritizovala také mezinárodní federace novinářů.

## Dílo
- ANDREJEVA, Kaciaryna, ILJAŠ, Ihar: Běloruský Donbas (Kyjev, 2020)

## Ocenění
- Novinář roku 2020
- polská cena Dariusze Fikuse (březen 2021)
- cena „Čest žurnalistiky“ Alese Lipaje (duben 2021)
- Cena za svobodu a budoucnost médií (Preis für die Freiheit und Zukunft der Medien, 2021), společně s Darjou Čulcovou
- Prix Europa – Evropský novinář roku 2021, společně s Darjou Čulcovou[5]